# Sophronica subcephalotes
Sophronica subcephalotes là một loài bọ cánh cứng trong họ Cerambycidae.